# Tiprouwvlieg
De tiprouwvlieg (Bibio hortulana) is een muggensoort uit de familie van de zwarte vliegen (Bibionidae). De wetenschappelijke naam van de soort werd als Tipula hortulana in 1758 gepubliceerd door Carl Linnaeus. Linnaeus spelde de soortnaam zowel in 1758 als in 1767 met een hoofdletter, wat betekent dat de naam als een zelfstandig naamwoord moet worden opgevat. De verbuiging "hortulanus" die op diverse plaatsen opduikt, alsof het een bijvoeglijk naamwoord betreft, is een misvatting.